# Lichtebach
Der Lichtebach (im Unterlauf Wöstenbach) ist ein 19 Kilometer langer orografisch rechter Nebenfluss der Lutter in Bielefeld und im Kreis Gütersloh in Nordrhein-Westfalen. Im Unterlauf durchfließt er das nach ihm benannte Feuchtwiesenschutzgebiet Am Lichtebach.

## Verlauf
Der Lichtebach entspringt im Nordwesten des Bielefelder Ortsteils Quelle aus einem Quelltopf am Südhang des Hünenbergs und fließt daraufhin der Abflachung des Teutoburger Waldes folgend in südwestliche Richtung ab.
Nach etwas mehr als zwei Kilometern Fließstrecke erfolgt die rechtsseitige Aufnahme des aus nördlicher Richtung zulaufenden Flaßbaches. Nachfolgend führt das Gewässer nordwestlich an Ummeln vorbei und verläuft in diesem Abschnitt nur unwesentlich unterhalb der Bielefelder Nordwest-Grenze. Westlich von Holtkamp tritt der Lichtebach schließlich in das Gebiet der Stadt Gütersloh ein und durchfließt in Südwest-Richtung die Ortsteile Hollen, Ebbesloh und Niehorst.
Nordöstlich von Niehorst erreicht das Gewässer das Feuchtwiesenschutzgebiet Am Lichtebach und nimmt innerhalb der Schutzfläche rechtsseitig den Steinbach auf. Westlich dieses Gebietes tritt der Lichtebach in das Stadtgebiet von Harsewinkel ein, führt nördlich am Naturschutzgebiet Hühnermoor vorbei und durchquert im weiteren Verlauf zentral den Ortsteil Marienfeld. Westlich von Marienfeld mündet das in diesem Bereich auch als Wöstenbach bekannte Gewässer dann rechtsseitig in die Lutter.
Der Lichtebach überwindet während seiner Fließstrecke einen Höhenunterschied von 68 Metern, somit ergibt sich ein mittleres Sohlgefälle von 3,6 ‰.

## Umwelt
Auf dem Gebiet der Stadt Bielefeld wurde der Lichtebach 2007 im gesamten Verlauf der Gewässergüteklasse II zugerechnet, das bedeutet eine mäßige Verunreinigung des Gewässers. Zur Wiederherstellung des Bachlaufes als naturnaher Lebensraum sind zu der Zeit im Bereich des Ortsteils namens Quelle Stauhaltungen und Uferverbauungen beseitigt worden.